# شهرستان همیلتون (ایندیانا)
شهرستان همیلتون، ایندیانا (به انگلیسی: Hamilton County, Indiana) شهرستانی در ایالات متحده آمریکا است که در ایندیانا واقع شده‌است.